# Bun venit în Zombieland
Bun venit în Zombieland (în engleză Zombieland) este un film de comedie de groază regizat de Ruben Fleischer[*] după un scenariu de Rhett Reese[*]. A fost produs în Statele Unite ale Americii de studiourile Columbia Pictures și a avut premiera la 25 septembrie 2009, fiind distribuit de InterCom[*]. Coloana sonoră este compusă de Dave Sardy[*]. Cheltuielile de producție s-au ridicat la 23.600.000 $. Filmul a avut încasări de 102.392.080 $.

## Distribuție
Rolurile principale au fost interpretate de actorii:

Woody Harrelson
Jesse Eisenberg
Emma Stone
Abigail Breslin
Amber Heard
Bill Murray
Mike White[*]
Elle Alexander[*]
John C. Reilly
Victory Van Tuyl[*]  .